# Кожуль
Кожуль — озеро на территории Ребольского сельского поселения Муезерского района Республики Карелия.

## Общие сведения
Площадь озера — 1,3 км², площадь водосборного бассейна — 74 км². Располагается на высоте 191,5 метров над уровнем моря.
Форма озера лопастная, продолговатая: вытянуто с северо-запада на юго-восток. Берега с большим количеством заливов, каменисто-песчаные, местами заболоченные.
Через озеро протекает река без названия, которая, вытекая из озера Палаярви и протекая озеро Верхнее, впадает в озеро Колвас, из которого вытекает река Колвас, впадающая в Лексозеро, откуда через реки Сулу и Лендерку воды в итоге попадают в Балтийское море.
Возле северо-западной оконечности озера расположен один небольшой остров без названия.
Код объекта в государственном водном реестре — 01050000111102000010281.